# ياروسواف سيلين
ياروسواف دانيل سيلين (بالبولندية: Jarosław Daniel Sellin) هو سياسي وصحفي بولندي، وُلد في 1 مايو 1963 في مدينة غدينيا شمال بولندا. يشغل منصب عضو في مجلس النواب البولندي (السييم) منذ عام 2005.

## المسيرة السياسية
تم انتخاب سيلين لعضوية السييم في 25 سبتمبر 2005، بعد أن حصل على 18,097 صوتًا في الدائرة الانتخابية رقم 26 (غدينيا)، وذلك على قائمة حزب القانون والعدالة المحافظ. ومنذ ذلك الحين، شارك في عدة لجان برلمانية، لا سيما تلك المعنية بالشؤون الثقافية والإعلامية.
كما تولّى لاحقًا مناصب حكومية ضمن وزارة الثقافة والتراث الوطني، وبرز كواحد من الأصوات المدافعة عن سياسات الهوية الثقافية والذاكرة الوطنية في بولندا.

## الخلفية المهنية
قبل دخوله عالم السياسة، عمل سيلين كصحفي ومعلق سياسي في عدد من وسائل الإعلام البولندية، كما كان محللًا متخصصًا في الشؤون الثقافية والاجتماعية.